# Immanenzphilosophie
Immanenzphilosophie, auch als immanente Philosophie bezeichnet, ist eine philosophische Strömung, die sich in ihren Ausführungen auf das Erfahrbare und Gegebene beschränkt. Der Begriff „immanent“ bedeutet in diesem Zusammenhang, dass alles Sein dem Ich bzw. dem Bewusstsein bereits immanent ist, das heißt im Bewusstsein enthalten ist. Die Existenz transzendenter Dinge, Aussagen über die Beschaffenheit eines, mit Kant gesprochen, „Dinges an sich“, werden weitgehend verneint. Immanenzphilosophie ist somit eine Philosophie des unmittelbar Gegebenen, die von einer Identität von Wirklichkeit und Bewusstseinsinhalt ausgeht.

„Diejenigen Philosophen, welche das Ding an sich ablehnen, wollen wir als Vertreter des Immanenzgedankens bezeichnen, insofern sie alle mehr oder minder streng die Forderung stellen, man müsse in der Sphäre des Gegebenen oder Vorgefundenen bleiben und die Transzendenz verbieten.“

Im Gegensatz zur Immanenzphilosophie erkannte der spätere Franz Brentano, dass die Objekte der intentionalen Akte immer bewusstseinstranszendent sind.(a) Dies ist zu verstehen als der Möglichkeit von bewusstseinsfähiger Erkenntnis „vorausgehende“ Akte, vgl. Transzendentalphilosophie.
Als Begründer der Immanenzphilosophie gilt der im 19. und frühen 20. Jahrhundert wirkende deutsche Philosoph Wilhelm Schuppe; seine Theorien entstanden großteils vor dem Hintergrund der Phänomenologie Edmund Husserls. Als weiteren Vertreter ist auf Theodor Ziehen hinzuweisen.(b)
Als Vordenker gelten David Hume und George Berkeley. Philosophen, die sich zumindest teilweise dieser Strömung zuordnen lassen, sind unter anderem Johann Gottlieb Fichte, Ernst Laas, Johannes Rehmke, Anton von Leclair, Richard von Schubert-Soldern und Robert Reininger.